# 莉萨·坎贝尔
莉萨·坎贝尔（英語：Lisa Campbell，1968年5月1日—），澳大利亚女子羽毛球运动员。她曾代表澳大利亚参加1994年英联邦运动会羽毛球比赛，获得一枚金牌和一枚铜牌。她也曾参加1996年夏季奥运会。